# Anthaxia aurohumeralis
Anthaxia (Haplanthaxia) aurohumeralis – gatunek chrząszcza z rodziny bogatkowatych, podrodziny Buprestinae i plemienia Anthaxiini.
Gatunek ten został opisany w 2000 przez Svatopluka Bílego. W obrębie rodzaju Anthaxia (kwietniczek) należy do podrodzaju Haplanthaxia, a w nim do grupy gatunków Anthaxia aurohumeralis species-group.
Ciało długości od 3,5 do 4,2 mm. Barwa głowy i przedplecza u samców czarna z niebiesko-zielonym połyskiem, u samic niebiesko-zielona. Czoło w zarysie wklęsłe i faliste. Oczy wystające poza zarys głowy. Rzeźba przedplecza złożona z oczek opatrzonych ziarenkami środkowymi. Przedni brzeg przedplecza prosty. Tarczka czarna. Nibieskawozielone ze złotopomarańczową plamą pokrywy mają niewklęśnięte w wierzchołkowej ⅓ boczne krawędzie i delikatnie piłkowane wierzchołki.
Kwietniczek ten znany jest endemitem Gabonu.